# Martiros Sarjan
Martiros Sarjan (armensk: Մարտիրոս Սարյան tr. Martiros Sariyan , russisk: Мартирос Сергеевич Сарьян tr. Martrios Sergejevitj Sarjan ; født af armenske forældre 8. februar 1880 i Rostov, Russiske Kejserrige - død 5. maj 1972 i Jerevan, Armenske SSR, USSR) var en armensk maler.
Sarjan studerede på Kunstakademiet i Moskva fra 1897 til 1904. I de følgende år rejste han vidt omkring i Orienten. Han tog ned langs Nilen, malede travle gader i Konstantinopel og skitserede basarene i Persien. Martiros Sarjan tilbragte årene 1926-28 i Paris. Her imponerede hans udstillinger franske kunstkritikere. Derefter vendte maleren hjem til den armenske del af Sovjetunionen. I 1932 tegnede den sovjetiske stjernearkitekt Aleksandr Tamanjan et hus til den feterede maler, som i 1967 blev indrettet til museum. Sarjans barnebarn, Rusan Sarjan, har senere fået titel af direktør for institutionen.
Martiros Sarjans værker gengiver ofte armenske bjerglandskaber, landets farverige natur og dets traditionelle befolkning.
Martiros Sarjan blev tildelt en lang række hædersbevisninger og udmærkelser for sit arbejde. Blandt andet modtog han Lenin-ordenen tre gange. Da den danske statsminister Viggo Kampmann besøgte i Moskva i 1961, forærede Sovjetunionens generalsekretær Nikita Khrusjtjov ham et stilleben af maleren.

## Galleri
| - Ved kilden. Varm dag, 1908 - Egyptiske masker, 1911 - Postkort, 2005 - Ved havet. Sphinx , 1908 - Hund i løb , 1909 - Selvportræt, 1907 - Saryans forslag til et flag for den første armenske republik - Gående kvinde, 1911 - Bagsiden af af pengesedlen på 5.000 dram fra 1999 har et landskabsmaleri af Saryan fra provinsen Lori - Bagsiden af pengesedlen på 20.000 dram fra 1999 viser Saryans maleri Armenien |